# District de Xinfu (Fushun)
Pour les articles homonymes, voir Xinfu.
Le district de Xinfu (新抚区 ; pinyin : Xīnfǔ Qū) est une subdivision administrative de la province du Liaoning en Chine. Il est placé sous la juridiction de la ville-préfecture de Fushun.